# Alla Georgijewna Grjasnowa

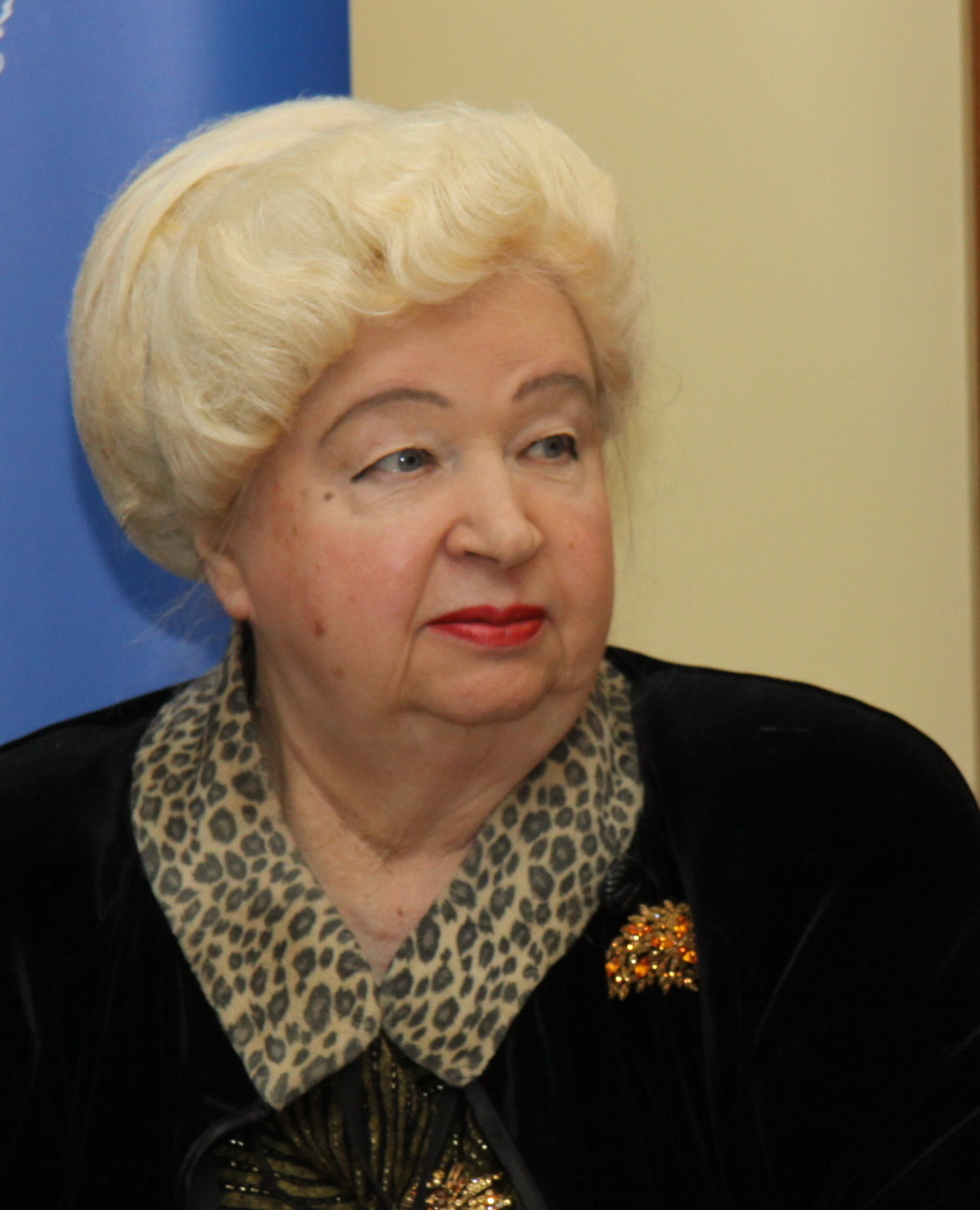
Alla Georgijewna Grjasnowa (10. Rückversicherungskonferenz 2010)

Alla Georgijewna Grjasnowa, geboren Alla Georgijewna Muchina, (russisch Алла Георгиевна Грязнова, урожд. Алла Георгиевна Мухина; * 27. November 1937 in Moskau) ist eine sowjetische bzw. russische Ökonomin und Hochschullehrerin.

## Leben
Grjasnowa absolvierte das Moskauer Finanztechnikum (1952–1955) und studierte dann am Moskauer Institut für Finanzen mit Abschluss 1959 in der Fachrichtung Finanzen und Kredit.
Nach der Aspirantur im Moskauer Institut für Finanzen (1961–1964) und Promotion zur Kandidatin der ökonomischen Wissenschaften 1964 wurde Grjasnowa dort Assistentin am Lehrstuhl für Politökonomie, um ab 1969 als Dozentin am Lehrstuhl für Wirtschaftstheorie zu lehren. Sie verteidigte 1975 ihre Dissertation über Arbeitsleistung und Effektivität der Produktion einer sozialistischen Gesellschaft mit Erfolg für die Promotion zur Doktorin der ökonomischen Wissenschaften. Es folgte 1977 die Ernennung zur Professorin und Lehrstuhlleiterin.
Grjasnowa wurde 1976 Prorektorin für die wissenschaftliche Forschung und die internationalen Verbindungen des Instituts für Finanzen und 1985 Rektorin als Nachfolgerin Wladimir Schtscherbakows. Ihr Nachfolger wurde 2006 Michail Eskindarow. Seit 2021 ist sie Ehrenpräsidentin des Instituts, das nun die Universität für Finanzen der Regierung der Russischen Föderation ist. Sie ist Vizevorsitzende der Hohen Attestierungskommission des Bildungsministeriums der Russischen Föderation für die Prüfung der Akademischer-Grad-Vergaben. Sie ist 1. Vizepräsidentin der russischen Internationalen Gilde der Finanzleute und Vizepräsidentin der Akademie für Management und Markt sowie Mitglied der Assoziation Russischer Banken, der International Fiscal Association und des Geschäftsklubs der Asiatisch-Pazifischen Wirtschaftsgemeinschaft.

## Ehrungen, Preise
- Orden der Völkerfreundschaft (1986)
- Verdiente Wissenschaftlerin der Russischen Föderation (1997)
- Nationalpreis Olimpija für gesellschaftliche Anerkennung von Leistungen von Frauen der Russischen Akademie für Business und Unternehmertum (2002)[3]
- Verdienstorden für das Vaterland IV. Klasse (2002),[4] III. Klasse (2006)
- Allrussischer Preis der Finanzleute Reputazija (2010)[5]
- Nationaler Versicherungspreis Goldener Salamander (2012)
- Drewo-Schisni-Preis der Interparlamentarischen Versammlung der Gemeinschaft Unabhängiger Staaten (2014)[6]
- Medaille für Verdienste um das russische Business (2020)[7]